# Бридж (футбольный клуб)
«Бридж» (англ. Bridge Football Club) — нигерийский футбольный клуб из Лагоса. Выступает в Национальной лиге Нигерии, втором по старшинству дивизионе для клубов Нигерии. Домашние матчи проводит на стадионе «Оникан Стэйдиум», вмещающем 5 000 зрителей.

## История
«Бридж» является одним из самых известных и титулованных клубов крупнейшего города и бывшей столицы страны — Лагоса. Команда была образована в 1975 году при участии крупнейшей в Нигерии строительной компании Julius Berger Nigeria plc под названием «Юлиус Бергер». За свою историю клуб дважды становился чемпионом страны, один раз выигрывал «серебро» и дважды побеждал в национальном Кубке. Помимо локальных успехов, клуб также «засветился» и на международной арене, дважды доходя до финала Кубка обладателей Кубков КАФ в 1995 и 2003 годах. Помимо этого, клуб широко известен как «стартовая площадка» для известных футболистов. Среди наиболее именитых игроков — Сандей Олисе, Эммануэль Амунике, Якубу Айегбени, Тарибо Уэст, Самсон Сиасиа, Чиди Одиа, Йиса Софолуве.

## Достижения

### Местные
- Чемпион Нигерии — 2 (1991, 2000)
- Обладатель Кубка Нигерии — 2 (1996, 2002)

### Международные
- Кубок обладателей Кубков КАФ (0)
  - Финалист: 1995, 2003